# 柚希礼音
柚希 礼音（ゆずき れおん、6月11日 - ）は、日本の女優、歌手。元宝塚歌劇団星組トップスター。愛称は、ちえ。
大阪府大阪市。四天王寺学園出身。アミューズ所属。

## 来歴
1997年、宝塚音楽学校入学。
1999年、宝塚歌劇団に85期生として次席入団。雪組公演「再会／ノバ・ボサ・ノバ」で初舞台。
入団当初から大器として認められた逸材で、初舞台に続いて出演した組まわりの月組「ノバ・ボサ・ノバ」新人公演で、スターの登竜門とされるドアボーイ役に抜擢。
星組配属後は抜きんでたダンス力で注目され、2000年のベルリン公演には最下級生として参加。
2003年のバウ・ワークショップ「おーい春風さん」でバウホール公演初主演。同年、湖月わたる・檀れいトップコンビ大劇場お披露目となる「王家に捧ぐ歌」で、新人公演初主演。その後も5作連続で新人公演主演を務める。
2007年の「Hallelujah GO!GO!」でバウホール公演単独初主演。続く安蘭けい・遠野あすかトップコンビ大劇場お披露目となる「さくら／シークレット・ハンター」より、入団9年目にして、新生星組の2番手に昇格。
2008年の「ブエノスアイレスの風」（日本青年館・バウホール公演）で、東上公演初主演。
2009年4月27日付で星組トップスターに就任。入団11年目での早期就任となった。相手役に夢咲ねねを迎え、「太王四神記 Ver.II」でトップコンビ大劇場お披露目。
トップ就任後は「ロミオとジュリエット」、「オーシャンズ11」など話題作で主演を務め、2013年には宝塚初となる台湾公演「宝塚ジャポニズム／怪盗楚留香／Étoile de TAKARAZUKA」に主演。
2014年には元花組トップスター・真矢みき以来、16年ぶり2度目となる日本武道館でのコンサートを開催。その後も宝塚歌劇100周年を支えるトップとして活躍を続ける。
2015年5月10日、「黒豹の如く／Dear DIAMOND!!」東京公演千秋楽をもって、宝塚歌劇団を夢咲と同時退団。トップとしての任期は6年を超え、平成以降では和央ようかに次ぐ記録となった。退団公演の千秋楽には、過去最多となる1万2000人が集結した。
退団後はアミューズ所属となり、舞台を中心に活動を続けている。

## エピソード
9歳からバレエを習っており、バレエ留学が夢だった。
高校2年生の時、ニューヨークのバレエシアターダンススクールへ願書を出すために渡米する直前、父親から「海外に行く前に日本で勉強することがあるはず」と諭され、音楽学校を受験。初めて宝塚を観劇したのは音楽学校受験の1ヶ月前、声楽も2ヶ月程度しか習っていなかった。
音楽学校受験時には試験官から「何か特技はありますか？」と聞かれ、レオタードのまま面接会場の隅に歩を進め、両掌を床につけて海老反りになり、会場の隅から隅へとブリッジのまま高速歩行をした。これは「つかみが大事なんや」という父親からの厳命によるものだった。
芸名の「柚希」は赤ちゃんの命名辞典から、「礼音」は歌が苦手なので音に礼をする気持ちを込めた。

## 宝塚歌劇団時代の主な舞台

### 初舞台
- 1999年4 - 5月、雪組『再会』『ノバ・ボサ・ノバ』（宝塚大劇場）[13][1]

### 組まわり
- 1999年5 - 6月、月組『螺旋のオルフェ』『ノバ・ボサ・ノバ』 - 新人公演：ドアボーイ（本役：北翔海莉）（宝塚大劇場のみ）[6]
- 1999年7 - 8月、雪組『再会』『ノバ・ボサ・ノバ』（1000days劇場）[16]

### 星組時代
- 2000年1 - 2月、『我が愛は山の彼方に』『グレート・センチュリー』（1000days劇場のみ）
- 2000年3月、『Love Insurance』（ドラマシティ） - ポール
- 2000年6 - 7月、ベルリン公演『宝塚 雪・月・花』『サンライズ・タカラヅカ』（フリードリッヒシュタット・パラスト劇場）[7][8]
- 2000年7 - 8月、『Love Insurance』（赤坂ACTシアター） - ポール
- 2000年8 - 9月、『黄金のファラオ』 - 新人公演：パキ（本役：真飛聖）『美麗猫（ミラキャット）』（1000days劇場のみ）
- 2000年10 - 11月、『花吹雪 恋吹雪』（バウホール・日本青年館） - 熊若
- 2001年1 - 2月、『花の業平』 - 新人公演：梅若（本役：絵麻緒ゆう）『夢は世界を翔けめぐる』（宝塚大劇場）
- 2001年3 - 5月、『ベルサイユのばら2001-オスカルとアンドレ編-』（東京宝塚劇場） - 新人公演：アンドレ・グランディエ（本役：香寿たつき／湖月わたる／樹里咲穂）[6]
- 2001年6月、『イーハトーヴ 夢』（バウホール・日本青年館） - ザネリ
- 2001年8 - 10月、『ベルサイユのばら2001-オスカルとアンドレ編-』（宝塚大劇場） - 新人公演：アンドレ・グランディエ（本役：香寿たつき）[6]
- 2001年11 - 12月、『花の業平』 - 甥、新人公演：梅若（本役：彩輝直）『サザンクロス・レビューII』（東京宝塚劇場）
- 2002年2月、『花の業平』 - 甥『サザンクロス・レビューII』（中日劇場）
- 2002年4 - 8月、『プラハの春』 - レオシュ、新人公演：ヤン・パラフ（本役：安蘭けい）『LUCKY STAR!』
- 2002年9 - 10月、第2回中国ツアー公演『蝶・恋（ディエ・リエン）』『サザンクロス・レビュー・イン・チャイナ』（上海・北京・広州）
- 2002年11 - 12月、『ガラスの風景』 - ロベルト、新人公演：フランコ・ミラー（本役：安蘭けい）『バビロン』（宝塚大劇場）
- 2003年1月、『おーい春風さん』（バウホール） - 清太 バウWS主演[9][1]
- 2003年2 - 3月、『ガラスの風景』 - ロベルト、新人公演：フランコ・ミラー（本役：安蘭けい）『バビロン』（東京宝塚劇場）
- 2003年4 - 5月、『蝶・恋（ディエ・リエン）』 - 文使い『サザンクロス・レビューIII』（全国ツアー）
- 2003年7 - 11月、『王家に捧ぐ歌』 - メレルカ、新人公演：ラダメス（本役：湖月わたる） 新人公演初主演[10][13][4][1]
- 2003年12月、『永遠の祈り-革命に消えた ルイ17世-』（ドラマシティ） - コンスタン・デュヴァル
- 2004年2 - 6月、『1914／愛』 - エドモン、新人公演：アリスティド・ブリュアン（本役：湖月わたる）『タカラヅカ絢爛』 新人公演主演[18]
- 2004年7 - 8月、『花のいそぎ』（バウホール・日本青年館） - 藤原常嗣
- 2004年10 - 12月、『花舞う長安』 - 寿王、新人公演：玄宗（本役：湖月わたる）『ロマンチカ宝塚'04』 新人公演主演[18][1]
- 2005年3月、『それでも船は行く』（バウホール） - ジョニー・ケイス バウW主演[19][1]
- 2005年5 - 8月、『長崎しぐれ坂』 - あんぺ／玉持ち、新人公演：伊佐次（本役：轟悠）『ソウル・オブ・シバ!!』 新人公演主演[18]
- 2005年9 - 10月、『龍星（りゅうせい）-闇を裂き天（あま）翔けよ。朕（ちん）は、皇帝なり-』（ドラマシティ・日本青年館） - 李霧影
- 2005年11月、『ソウル・オブ・シバ!!』（韓国）
- 2006年1 - 2月、『ベルサイユのばら-フェルゼンとマリー・アントワネット編-』（宝塚大劇場） - アラン、新人公演：ハンス・アクセル・フォン・フェルゼン（本役：湖月わたる） 新人公演主演[20][1]
- 2006年2 - 4月、『ベルサイユのばら-フェルゼンとマリー・アントワネット編-』（東京宝塚劇場） - ベルナール[注釈 1]／アンドレ・グランディエ[注釈 1]、新人公演：ハンス・アクセル・フォン・フェルゼン（本役：湖月わたる）
- 2006年5月、『Young Bloods!!-Twinkle Twinkle Star-』（バウホール） - ミハエル・チェリンカ バウWS主演[1]
- 2006年8 - 11月、『愛するには短すぎる』 - フランク・ペンドルトン『ネオ・ダンディズム!』
- 2007年1月、『Hallelujah GO!GO!』（バウホール） - デニス・ガルシア バウ主演[11][4][1]
- 2007年3 - 7月、『さくら』『シークレット・ハンター』 - セルジオ 初エトワール[1]
- 2007年9月、『KEAN』（日生劇場） - プリンス・オブ・ウェールズ[1]
- 2007年11 - 2008年2月、『エル・アルコン-鷹-』 - ルミナス・レッド・ベネディクト『レビュー・オルキス-蘭の星-』
- 2008年3 - 4月、『赤と黒-原作 スタンダール-』（ドラマシティ・日本青年館・愛知厚生年金会館） - フーケ／コラゾフ公爵
- 2008年6 - 10月、『THE SCARLET PIMPERNEL（スカーレット ピンパーネル）』 - ショーヴラン[13][4]
- 2008年11月、『ブエノスアイレスの風』（日本青年館・バウホール） - ニコラス・デ・ロサス 東上初主演[12][13]
- 2009年2 - 4月、『My dear New Orleans（マイ ディア ニュー オリンズ）』 - レオナード・デュアン（レニー）『ア ビヤント』

### 星組トップスター時代
- 2009年6 - 9月、『太王四神記 Ver.II』 - タムドク 大劇場トップお披露目公演[14][15][4]
- 2009年10 - 11月、『再会』 - ジェラール『ソウル・オブ・シバ!!』（全国ツアー）
- 2010年1 - 3月、『ハプスブルクの宝剣』 - エリヤーフー・ロートシルト／エドゥアルト・フォン・オーソヴィル『BOLERO』
- 2010年4 - 5月、『激情』 - ドン・ホセ『BOLERO』（全国ツアー）
- 2010年7 - 8月、『ロミオとジュリエット』（梅田芸術劇場・博多座） - ロミオ[4]
- 2010年10 - 12月、『宝塚花の踊り絵巻』『愛と青春の旅だち』 - ザッカリー・メイヨー（ザック）
- 2011年2月、『愛するには短すぎる』 - フレッド・ウォーバスク『ル・ポァゾン 愛の媚薬II』（中日劇場）
- 2011年4 - 7月、『ノバ・ボサ・ノバ』 - ソール『めぐり会いは再び』 - ドラント・ヴェスペール
- 2011年8 - 9月、『ノバ・ボサ・ノバ』 - ソール『めぐり会いは再び』 - ドラント・ヴェスペール（博多座・中日劇場）
- 2011年11 - 2012年2月、『オーシャンズ11』 - ダニー・オーシャン[4]
- 2012年3 - 4月、柚希礼音スペシャル・ライブ『REON!!』（ドラマシティ・日本青年館）
- 2012年5 - 8月、『ダンサ セレナータ』 - イサアク・バルトロウ『Celebrity』
- 2012年9月、『琥珀色の雨にぬれて』 - クロード・ドゥ・ベルナール公爵『Celebrity』（全国ツアー）
- 2012年11 - 2013年2月、『宝塚ジャポニズム〜序破急〜』『めぐり会いは再び 2nd〜Star Bride〜』 - ドラント・ヴェスペール『Étoile de TAKARAZUKA（エトワール ド タカラヅカ）』 - ムッシュエトワール／スペシャルエトワール／ヘラクレス／ヴァルゴオムS1／スコルピオ／ロワ・ド・エトワール／アクエリアスオムS／アドレオム
- 2013年3 - 4月、『宝塚ジャポニズム〜序破急〜』『怪盗楚留香（そりゅうこう）外伝-花盗人（はなぬすびと）-』 - 楚留香『Étoile de TAKARAZUKA（エトワール ド タカラヅカ）』（中日劇場・台北国家戯劇院）[4]
- 2013年4月、雪組『ベルサイユのばら-フェルゼン編-』（宝塚大劇場） - アンドレ・グランディエ[注釈 2]
- 2013年5 - 8月、『ロミオとジュリエット』 - ロミオ
- 2013年9 - 10月、柚希礼音スペシャル・ライブ『REON!!II』（東京国際フォーラム・博多座）
- 2014年1 - 3月、『眠らない男・ナポレオン-愛と栄光の涯（はて）に-』 - ナポレオン・ボナパルト[4][3]
- 2014年4月、月組『宝塚をどり』『TAKARAZUKA 花詩集100!!』（宝塚大劇場） Wエトワール[注釈 3]
- 2014年5 - 6月、『太陽王〜ル・ロワ・ソレイユ〜』（東急シアターオーブ） - ルイ14世
- 2014年7 - 10月、『The Lost Glory -美しき幻影-』 - イヴァーノ・リッチ『パッショネイト宝塚!』
- 2014年11月、柚希礼音スーパー・リサイタル『REON in BUDOKAN〜LEGEND〜』（日本武道館）[16]
- 2015年2 - 5月、『黒豹（くろひょう）の如（ごと）く』 - アントニオ・デ・オダリス伯爵『Dear DIAMOND!!』 退団公演[16][15]

### 出演イベント
- 2001年1月、逸翁デー『タカラヅカ・ホームカミング』
- 2001年3月、『ベルサイユのばら2001』前夜祭
- 2001年6月、TCAスペシャル2001『タカラヅカ夢世紀』
- 2001年9月、『ベルサイユのばら メモランダム』
- 2001年9月、『レビュー記念日』
- 2002年1月、『大滝愛子バレエ・レッスン発表会』
- 2003年6月、TCAスペシャル2003『ディア・グランド・シアター』
- 2004年7月、TCAスペシャル2004『タカラヅカ90』
- 2004年8月、映美くららミュージック・サロン『マイ・スイート・メモリー』[21]
- 2005年4月、TCAスペシャル2005『Beautiful Melody Beautiful Romance』
- 2005年12月、『花の道 夢の道 永遠の道』
- 2006年9月、TCAスペシャル2006『ワンダフル・ドリーマーズ』
- 2007年1月、『清く正しく美しく』
- 2007年7月、『宝塚巴里祭2007』 主演[1]
- 2007年9月、『TAKARAZUKA SKY STAGE5th Anniversary Special』
- 2007年10月、第48回『宝塚舞踊会』
- 2008年12月、タカラヅカスペシャル2008『La Festa!』
- 2009年6月、『百年への道』
- 2009年11月、第50回記念『宝塚舞踊会』
- 2009年12月、タカラヅカスペシャル2009『WAY TO GLORY』
- 2011年4月、『ノバ・ボサ・ノバ』前夜祭
- 2011年11月、第51回『宝塚舞踊会』
- 2011年12月、タカラヅカスペシャル2011『明日に架ける夢』
- 2012年12月、タカラヅカスペシャル2012『ザ・スターズ!〜プレ・プレ・センテニアル〜』
- 2014年4月、宝塚歌劇100周年 夢の祭典『時を奏でるスミレの花たち』
- 2014年10月、『宝塚歌劇100周年記念 大運動会』
- 2014年10月、『演劇人祭 特別篇』[注釈 4]
- 2014年12月、タカラヅカスペシャル2014『Thank you for 100 years』
- 2015年3月、柚希礼音ディナーショー『The REON!!』 主演[22]

## 宝塚歌劇団退団後の主な活動

### 舞台
- 2015年10 - 12月、『プリンス・オブ・ブロードウェイ』（東急シアターオーブ・梅田芸術劇場）[3]
- 2016年9 - 11月、『バイオハザード〜ヴォイス・オブ・ガイア〜』（赤坂ACTシアター・梅田芸術劇場） - リサ・マーチン[23]
- 2017年1 - 2月、『お気に召すまま』（シアタークリエ・ドラマシティ・レクザムホール・キャナルシティ劇場） - ロザリンド[24]
- 2017年7 - 11月、『ビリー・エリオット〜リトル・ダンサー〜』（TBS赤坂ACTシアター・梅田芸術劇場） - ウィルキンソン先生[注釈 5][25]
- 2018年1 - 2月、『マタ・ハリ』（梅田芸術劇場・東京国際フォーラム） - マタ・ハリ[26]
- 2018年4 - 7月、『ZEROTOPIA』（TBS赤坂ACTシアター・刈谷市総合文化センター・新潟テルサ・福岡サンパレス・広島文化学園HBGホール・フェスティバルホール） - ジュン[27]
- 2019年2 - 3月、『唐版 風の又三郎』（シアターコクーン・森ノ宮ピロティホール） - エリカ[28]
- 2019年5 - 7月、『LEMONADE』（CBGKシブゲキ!!・台湾CLAPPER STUDIO・ドラマシティ）[29]
- 2019年9 - 10月、『FACTORY GIRLS 〜私が描く物語〜』（TBS赤坂ACTシアター・梅田芸術劇場） - サラ・バグリー[30]
- 2020年3月、『ボディガード』（梅田芸術劇場） - レイチェル・マロン[注釈 6][31]
- 2020年9 - 10月、『ビリー・エリオット〜リトル・ダンサー〜』（TBS赤坂ACTシアター・梅田芸術劇場） - ウィルキンソン先生[注釈 7][32]
- 2021年6 - 7月、『マタ・ハリ』（東京建物 Brillia HALL・アイリス・梅田芸術劇場） - マタ・ハリ[注釈 8][33]
- 2022年1 - 2月、『ボディガード』（梅田芸術劇場・東京国際フォーラム） - レイチェル・マロン[注釈 9][34]
- 2022年9月、『COLOR』（新国立劇場・地方） - 母[35]
- 2023年6月、『FACTORY GIRLS〜私が描く物語〜』（東京国際フォーラム・地方） - サラ・バグリー[36]
- 2023年11 - 2024年1月、『LUPIN〜カリオストロ伯爵夫人の秘密〜』（帝国劇場・御園座・梅田芸術劇場・博多座） - カリオストロ伯爵夫人[注釈 10][37]
- 2024年3 - 5月、『カム フロム アウェイ』（日生劇場・SkyシアターMBS・愛知県芸術劇場・久留米シティプラザ・熊本城ホール・全国） - ビューラ他[38]
- 2024年12月、『RUNWAY』（梅田芸術劇場・KAAT神奈川芸術劇場）[39]
- 2025年4 - 5月、『ホリデイ・イン』（東急シアターオーブ・SkyシアターMBS） - リンダ・メーソン[40]
- 2025年6 - 7月、『先生の背中〜ある映画監督の幻影的回想録〜』（PARCO劇場・森ノ宮ピロティホール・J:COM北九州芸術劇場・市民会館シアーズホーム夢ホール・東海市芸術劇場）[41]
- 2025年10 - 11月、『マタ・ハリ』（東京建物 Brillia HALL・梅田芸術劇場・博多座） - マタ・ハリ[42]
- 2025年12月、『マイ フレンド ジキル』（よみうり大手町ホール・ドラマシティ）[43]

### コンサート
- 2016年3 - 4月、『REON JACK』（梅田芸術劇場・東京国際フォーラム）[44]
- 2017年3 - 4月、『REON JACK2』（梅田芸術劇場・パシフィコ横浜・福岡市民会館）[45]
- 2018年10 - 11月、『REON JACK3』（東京国際フォーラム・梅田芸術劇場）[46]
- 2021年9月、『REON JACK4』（TOKYO DOME CITY HALL・北九州芸術劇場・ドラマシティ）[47]
- 2024年8月、『REON JACK5』（ヒューリックホール東京・ドラマシティ）[48]
- 2025年1月、『柚希礼音リサイタル～REON et Chansons～』（オーチャードホール）[49]

### イベント
- 2023年8月、柚希礼音ディナーショー『REON MUST GO ON！－24karats－』（ホテル阪急インターナショナル・東京會舘）[50]

### ドラマ
- 2013年6月、TBS『TAKE FIVE〜俺たちは愛を盗めるか〜』 - 第8話[注釈 11]
- 2016年8 - 9月、TBS『死幣-DEATH CASH-』第6 - 10話 - 茅原伊織[51]
- 2019年2月、メ〜テレ『名古屋行き最終列車2019』第3話 - 山中みゆき
- 2020年1月、メ〜テレ『名古屋行き最終列車2020』第1・3・4話 - 山中みゆき
- 2022年7月、日本テレビ『新信長公記』第9話- 花梨
- 2022年4 - 6月、TBS『持続可能な恋ですか?〜父と娘の結婚行進曲〜』 - ヴァネッサ・夏子・グラント[52]

### 映画
- 2023年4月、『この小さな手』 - 相田さつき[53][54]
- 2023年12月、『怪物の木こり』[55]

### 書籍
- 2011年11月、柚希礼音 写真集 R（宝塚クリエイティブアーツ）
- 2015年2月、柚希礼音 サヨナラ写真集（宝塚クリエイティブアーツ）
- 2015年10月、『夢をかなえるために、私がやってきた5つのこと』（KADOKAWA）[56]
- 2019年4月、柚希礼音写真集 ETERNITY（KADOKAWA）

## ディスコグラフィー

### アルバム
|                | 発売日        | タイトル                                    | 規格品番     | 規格品番 |
| 完全生産限定盤 | 発売日        | タイトル                                    | 備考         |          |
| -------------- | ------------- | ------------------------------------------- | ------------ | -------- |
| 1st            | 2025年1月15日 | Les Nouvelles Chansons ヌーベル・シャンソン | MHCL-3124～5 |          |

## 広告・CM出演
- 2000年、『阪急阪神』初詣ポスターモデル[58][59]
- 2015年、『アパマンショップ』
- 2016年、『ABCマート』
- 2017年、『タマホーム』
- 2018年、『新日本製薬』パーフェクトワン

## 受賞歴
- 2005年、『宝塚歌劇団年度賞』 - 2004年度新人賞[60]
- 2006年、『阪急すみれ会パンジー賞』 - 新人賞[61]
- 2009年、『宝塚歌劇団年度賞』 - 2008年度努力賞[60]
- 2009年、第30回『松尾芸能賞』 - 新人賞
- 2010年、『宝塚歌劇団年度賞』 - 2009年度優秀賞[60]
- 2010年、第65回『文化庁芸術祭賞』 - 演劇部門新人賞
- 2011年、第37回『菊田一夫演劇賞』 - 演劇賞
- 2012年、『阪急すみれ会パンジー賞』 - 男役賞[61]
- 2013年、『宝塚歌劇団年度賞』 - 2012年度特別賞[60]